# Havoc (rapper)
Kejuan Muchita, beter bekend als Havoc (New York, 21 mei 1974) is een Amerikaanse rapper, MC en muziekproducent. Hij vormde samen met rapper Prodigy het rapduo Mobb Deep.
- Library of Congress Control Number: n2011063068
- MusicBrainz: cbbc6253-efea-4cc7-a279-f3ad348f6744
- Virtual International Authority File: 186989962
- WorldCat: E39PBJvt4BKpjmtrVfh8YkxVYP